# Juan Francisco Hernández
Juan Francisco „Manzanon“ Hernández Díaz (n. 24 iunie 1978, Lima, Peru) este un fotbalist peruvian care joacă pe post de fundaș. În prezent, joacă pentru Cobresol în Torneo Descentralizado. Este fratele mai mare al lui Luis Alberto Hernández.

## Cluburi
Juan Francisco Hernández a debutat în Torneo Descentralizado în sezonul din 1998 cu Unión Minas. Apoi, în ianuarie 2000, s-a alăturat lui Juan Aurich.

## Cariera internațională
Hernández a debutat în naționala Republicii Peru în 2001.